# Игра в кальмара: Вызов
«Игра в кальмара: Вызов» (англ. Squid Game: The Challenge) — Британское соревновательное реалити-шоу из десяти серий, созданное на основе сериала «Игра в кальмара».
Первые пять эпизодов были выпущены 22 ноября 2023 года. Эпизоды 6–9 были выпущены 29 ноября, а финальный десятый эпизод — 6 декабря.
Шоу занимало первое место в десятке лучших англоязычных шоу киностудия Netflix в течение первых двух недель после выхода. За первую неделю у игры было 20,5 миллиона просмотров, за вторую — 11,4 миллиона, в общей сложности за эти три недели было просмотрено более 224 миллионов часов.
6 декабря 2023 года. Перед выходом финала первого сезона киностудия Netflix объявил о заказе второго сезона реалити-шоу.

## Призовой фонд и количество участников
В шоу принимают участие 456 игроков. Данное количество является вторым самым большим числом участников в истории реалити-шоу. Денежный приз составляет 4,56 миллионов долларов США.

## Производство

### Актёрский состав
Прием заявок на участие в сериале начался в июне 2022 года. Netflix искал участников со всего мира, но главным требованием было знание английского языка. Приблизительно 81 000 человек подало заявку на участие в шоу.
Большинство участников было из США, возрастом более 20 лет и мужского пола.

### Съёмка
Съемки шоу начались в январе 2023 года на двух студиях в Великобритании: Cardington Studios в Бедфорде и на шести звуковых павильонах в Баркинге, Лондон.
Появились сообщения о том, что для лечения реальных травм, полученных во время съемок шоу, были вызваны машины скорой помощи. Несколько игроков заявили в интервью, что игра «Тише едешь — дальше будешь» на самом деле длилась 7 часов, в течение которых игрокам приходилось удерживать позы до 30 минут. Netflix опроверг серьезность сообщений, заявив, что травмы были легкими, и что компания заботится о здоровье и безопасности актеров и съемочной группы. 
Местная служба скорой помощи заявила, что ее не вызывали в студию. Управление по охране труда Великобритании оценило производство после этих жалоб и не нашло никаких проблем. 
Двое неназванных участников шоу пригрозили подать в суд на Netflix, заявив, что во время съёмок у них произошло переохлаждение.

## Список эпизодов
| № общий | № в сезоне | Название                                              | Дата премьеры  |
| --- | ---------- | ----------------------------------------------------- | -------------- |
| 1 | 1          | «Red Light, Green Light» «Тише едешь — дальше будешь» | 22 ноября 2023 |
| 456 игроков соревнуются за приз в размере 4,56 млн долларов США. Игроки участвуют в отборочных играх и «испытаниях». В первоначальной игре несколько игроков выбывали в первых двух раундах. Далее в игре «Тише едешь — дальше будешь» у игроков было пять минут, чтобы пересечь арену незамечененным роботической девушкой. Выбыло 259 игроков. В «испытании на принятие решения», когда они чистили морковь между играми, двум игрокам была предоставлена возможность дать игроку преимущество или исключить игрока. Они выбрали исключение. Перед игрой «Сахарные соты» игроков попросили встать в четыре линии. По одному игроку из каждой линии попросили договориться о том, каким группам (включая их самих) будут назначены четыре формы сахарных сот (круг, треугольник, звезда и зонтик). Когда четыре игрока не смогли прийти к соглашению за две минуты, они были исключены. Следующие четыре тоже не смогли договориться. |            |                                                       |                |
| 2 | 2          | «The Man with the Umbrella» «Человек с зонтом»        | 22 ноября 2023 |
| Последняя игра продолжилась во втором эпизоде. Третья группа из четырех игроков смогла прийти к решению. Далее игрокам было поручено с помощью иголки вырезать из карамели обозначенную фигуру, не сломав её. Выбыло 69 игроков. В «испытании с телефоном» между играми в общежитии был телефон. Один игрок поднял трубку и получил еду из McDonald's. Когда телефон зазвонил во второй раз, тот же игрок снова поднял трубку и ему сказали, что, чтобы избежать выбывания, ему нужно будет убедить другого игрока тоже поднять трубку. |            |                                                       |                |
| 3 | 3          | «War» «Война»                                         | 22 ноября 2023 |
| Эпизод начинается с того, что игроку «испытания с телефоном» не удается убедить другого игрока поднять трубку, и он выбывает. В игре этого эпизода игрокам было поручено создать восемь равномерно разделенных команд. Дальше команды столкнулись с другой командой для игры в вариант «Морского боя». После определения капитана и лейтенанта команды должны были разместить лодки на игровом поле и усадить игроков в лодки. Когда все лодки были размещены, команды запускали «ракеты» в игровое поле другой команды, чтобы потопить корабли. Первая команда, потопившая два корабля, выигрывала раунд. Все игроки на потопленных кораблях, а также капитан и лейтенант проигравшей команды выбывали, в то время как все остальные игроки (включая игроков проигравшей команды на выживших лодках) проходили дальше. Выбыло 45 игроков.                                                                                             |            |                                                       |                |
| 4 | 4          | «Nowhere to Hide» «Негде спрятаться»                  | 22 ноября 2023 |
| Далее последовало «испытание с голосованием», в котором игрокам сказали, что каждый из них проголосует за то, чтобы одного человека исключили. После того, как против игрока был отдан голос, он отображался на экране. Три игрока с наибольшим количеством голосов были исключены. |            |                                                       |                |
| 5 | 5          | «Trick or Treat» «Кошелёк или жизнь»                  | 22 ноября 2023 |
| В «испытании с Джеком-попрыгунчиком» пяти добровольцам были предоставлены «Джеки-попрыгунчики», включавшие задания, которые им нужно было выполнить, чтобы исключить других игроков. Всего в этом испытании было исключено семь игроков. |            |                                                       |                |
| 6 | 6          | «Goodbye» «Прощай»                                    | 29 ноября 2023 |
| В игре с шариками за успешное выполнение задания в указанное время игрокам предлагался пикник, на котором они сидели парами. В корзинах были спрятаны шарики, и игрокам говорили, что их соперниками в игре будут те, с кем они провели пикник. Игрок, у которого не было партнера, выбирался, чтобы оставаться в безопасности в течение раунда. Выбыло 32 игрока, и в игре остался 31 игрок. Оставшимся игрокам было поручено выбрать капитана. Затем «капитану» сообщили, что он вместе с 19 другими игроками перейдет к пятой игре, и что следующим испытанием будет «испытание на преданность». Ему было сказано выбрать одного союзника из группы, который будет продвигаться вместе с ним. |            |                                                       |                |
| 7 | 7          | «Friend or Foe» «Друг или враг»                       | 29 ноября 2023 |
| Эпизод начинается с завершения «испытания на преданность». Одиннадцать невыбранных игроков выбыли, и в игре осталось 20 игроков. После этого последовал «Стеклянный мост», представляющий собой мост, состоящий из 17 пар стеклянных плиток. В каждой паре была одна безопасная плитка и одна небезопасная плитка. Игроки, каждому из которых был присвоен уникальный номер от 1 до 20, пересекали мост по очереди в течение 30 минут. Неправильный выбор приводил к выбыванию. Чтобы добавить в игру уровень непредсказуемости, игрокам было поручено выбрать плюшевого мишку из кран-машины. Каждый мишка был связан со скрытым определенным номером, который им затем нужно было присвоить другому игроку, устанавливая последовательность, в которой участники будут участвовать в игре. |            |                                                       |                |
| 8 | 8          | «One Step Closer» «На шаг ближе»                      | 29 ноября 2023 |
| Эпизод начинается с завершения игры «Стеклянный мост». Осталось двенадцать игроков. В «испытании с игральными кубиками» игроки по очереди бросали кубики. Перед броском они называли свое имя или имя другого игрока. Если выпадало «6», названный игрок выбывал. Игра остановилась после того, как выбыли три игрока, и осталось девять игроков. |            |                                                       |                |
| 9 | 9          | «Circle of Trust» «Круг доверия»                      | 29 ноября 2023 |
| В предпоследнем эпизоде игрокам была представлена измененная версия игры «Heads up, seven up». Им завязывали глаза и усаживали за столы в круг с подарочной коробкой на центральном подиуме. При нажатии игрок тайно снимал повязку, брал подарочную коробку, клал ее на стол другого игрока, затем снова надевал повязку. Все снимали повязки, а игрок с коробкой должен был угадать, кто ее положил. Если они угадали правильно, подаривший выбывал. Если угадали не правильно, выбывали они сами. Выбыло шесть игроков. |            |                                                       |                |
| 10 | 10         | «One Lucky Day» «Один счастливый день»                | 6 декабря 2023 |
| В «испытании с кнопками» трех игроков угощали за треугольным столом. На подиуме посередине было три кнопки. Каждый должен был нажать кнопку. Если она светилась зеленым, игрок шел дальше и выбирал другого игрока, который присоединится. Если она светилась серым, ничего не происходило. Если она светилась красным, игрок выбывал. Мэй нажала центральную кнопку, которая засветилась серым. Сэм нажал правую кнопку, которая светилась красным, исключив его. Филлу не нужно было нажимать кнопку из-за выбывания Сэма. В финале оба игрока стояли на глазах сетки в форме кальмара. В верхней и нижней части сетки находились сейф и коробка с ключами. Оба игрока делали ход в «камень-ножницы-бумага». Победитель выбирал ключ из коробки и пытался открыть сейф. В случае неудачи игра продолжалась. Игрок, который выбирал ключ и открывал сейф, побеждал. Мэй победил Филла и выиграла соревнование.                        |            |                                                       |                |

## Комментарии
1. ↑  «Игры Биста» занимают первое место — в данном шоу приняло участие 1000 человек.